# Alain de Libera
Alain de Libera es un historiador de la filosofía y académico francés, nacido el  en Neuilly-sur-Seine (Hauts-de-Seine).
Especialista en filosofía medieval, es profesor honorario en el Collège de France y miembro de la Académie des inscriptions et belles-lettres desde 2023.

## Biografía
Nacido el 27 de septiembre de 1948, alumno del lycée Pasteur (Neuilly-sur-Seine), certificado (1971) y luego agrégé en filosofía (1972), después de realizar estudios en la Sorbonne, Alain de Libera enseñó primero psicopedagogía en la École normale d’instituteurs de Quimper (1972-1975). Ingresó al Centre national de la recherche scientifique (CNRS) en 1975, como agregado y posteriormente como investigador en el Centre d’Études des religions du Livre, laboratorio de la École pratique des hautes études (EPHE) asociado al CNRS. En 1985, fue elegido director de estudios en la quinta sección (ciencias religiosas) de la EPHE, en la dirección de estudios de Historia de las teologías cristianas en el Occidente medieval, anteriormente Historia de las doctrinas y los dogmas (Étienne Gilson), luego Historia de las teologías medievales (Paul Vignaux y René Roques). En 1997, fue nombrado profesor ordinario, adscrito a la Universidad de Ginebra, en una cátedra de Historia de la filosofía medieval. En 2012, fue elegido profesor con la misma denominación en el Collège de France.
Alain de Libera ha enseñado anteriormente en numerosas instituciones. Profesor encargado de curso en la Universidad de París X Nanterre, encargado de enseñanza en la École normale supérieure Ulm-Sèvres, profesor asociado en la Universidad de Padua, en varias ocasiones encargado de curso en las universidades de Friburgo (Suiza) y la de Neuchâtel, profesor asociado en la universidad de Lugano, profesor asociado en la Universidad Estatal de Río de Janeiro, profesor invitado en las universidades de Moscú y la de San Petersburgo (Colegio franco-ruso). También ha sido titular de la chaire Francqui para extranjeros (1993-1994, Universidad de Lieja), de la chaire Cardinal-Mercier (1997, facultad de filosofía de la Universidad Católica de Lovaina), de la chaire Étienne-Gilson (2000, Institut catholique de Paris), de la chaire Perelmann (2010, Universidad libre de Bruselas), de la Gastprofessur für französische Literatur und Kultur (2012, Escuela Politécnica Federal de Zúrich).
Director de estudios en la École pratique des hautes études, donde enseña la historia de las teologías cristianas en el Occidente medieval. Fue profesor en la Universidad de Ginebra entre 1997 y 2008, luego nuevamente profesor en la École pratique des hautes études. Miembro honorario del Laboratoire d'études sur les monothéismes (UMR 8584), fue elegido profesor en el Collège de France en 2012, titular de la cátedra de historia de la filosofía medieval Miembro correspondiente de la British Academy desde 2012, fue elegido en 2023 miembro de la Académie des inscriptions et belles-lettres

## Obra
Alain de Libera publicó en 2007 y 2008 los dos primeros volúmenes de la Archéologie du sujet. Esta historia de la subjetividad publicada en la editorial Vrin (Bibliothèque d'histoire de la philosophie) se despliega en la larga duración filosófica y pretende ser «una historia de la filosofía del sujeto entendida como historia del sujeto de la filosofía, una arqueología del saber pensada en el horizonte de la historia del Ser». El trabajo de Alain de Libera se coloca abiertamente bajo los auspicios de Martin Heidegger y de Michel Foucault.
El primer tomo Naissance du sujet muestra que el sujeto no es ni una creación moderna, ni un concepto psicológico, ni una invención de Descartes, sino más bien la sedimentación de una dinámica semántica, es decir, el movimiento de una red de conceptos (sujeto, agente, actor, autor, acto, acción, pasión, supuesto, hipóstasis, individuo, conciencia, persona, yo, mí, Self, egoidad). Muestra en este primer volumen cómo una serie de principios (atribución, imputación, apropiación) y esquemas establecidos en la Antigüedad tardía (Plotino, Porfirio, Agustín), elaborados en la Edad Media (Bonaventura, Tomás de Aquino), y puestos al margen por la invención de la conciencia (Locke) en la Edad clásica, trabajan esta dinámica semántica. El tomo 1 expone los elementos metodológicos, los conceptos (pericoresis, inmanencia psíquica, intencionalidad), los esquemas (sujeto, supuesto, hipóstasis, persona; atribución, acción, inherencia, denominación) y construye las herramientas históricas (atributivismo/atributivismo*, subjetidad)
El segundo volumen, subtitulado La quête de l'identité, aborda más precisamente aquello que constituye el Yo. Aquello que dice Yo y su identidad consigo mismo en el tiempo. La obra retoma el aparente borramiento del sujeto desde la Edad clásica ante el «Self» y la «Person», y afirma su persistencia en la noción de persona. La tesis aborda esta persistencia del sujeto mediante dos esquemas teóricos forjados en el pensamiento antiguo y medieval: la subjetidad y el atributivismo. La identidad personal según Strawson y Rorty sirve aquí de hilo conductor para un estudio de larga duración, con las herramientas del primer tomo (Naissance du sujet) de algunas figuras notables del «doble parasitismo del sujeto y de la persona, del cual surge la noción moderna de sujeto personal». Dicho de otro modo, la obra analiza cómo el sujeto, «inicialmente simple receptor pasivo, accede a la condición personal de agente, responsable tanto de sus pensamientos como de sus acciones».
Este segundo volumen extrae la materia de su cuestionamiento de fuentes medievales, antiguas y contemporáneas, y alimenta su «sujeto» particularmente con cuestiones clásicas de la filosofía (problema medieval del bautismo de los siameses; problema lockeano de las personalidades múltiples o cuerpos en multipropiedad; barco de Teseo; Gemelas de Bohemia; teología de los sacramentos; sátira filosófica; filosofía de la mente; metempsicosis; quodlibets medievales), así como de fuentes más estándar de la historia de la filosofía (Martin Scribbler, Locke, Tomás de Aquino, Enrique de Gante, Duns Escoto, Leibniz, Clarke, Butler, Reid, Catharine Trotter, Swift, Pope, Suárez, Cayetano, Franz Brentano y Martin Heidegger).
En L'art des généralités, publicado en 1999, Alain de Libera desarrolla este método «relativista», situado bajo los auspicios cruzados de Robin G. Collingwood y Michel Foucault, que consiste en afirmar que «toda tesis es […] relativa al mundo que la ha visto nacer y, a la vez, la reclama para ser mundo. Toda tesis filosófica es una tesis del mundo. El relativismo bien entendido es un holismo y, por esa razón, es también discontinuista». Este método se aplica aquí a un análisis arqueológico sobre la cuestión de la abstracción: «¿Qué es una idea abstracta? ¿Un ser matemático? ¿Un objeto universal? ¿Una clase? ¿Una colección? ¿A qué parte de la filosofía compete esta investigación? ¿A la metafísica, a la lógica o a la psicologíaPlantilla:Refins?» L'art des généralités explora esta cuestión de la abstracción en la «larga duración» del aristotelismo griego (Alejandro de Afrodisias), latino (Boecio, Abelardo) y árabe (Avicena). La idea general de la obra consiste en mostrar «las rupturas epistémicas, los complejos de problemas, las redes argumentativas, los esquemas y los invariantes estructurales que permiten, mediante sus retornos y desplazamientos, inscribir en un mismo espacio conceptual la filosofía medieval y la filosofía moderna»Plantilla:Refins. L'art des généralités actualiza una doble discusión teórica entre la Edad Media y la modernidad (Locke, Berkeley, Bolzano y Meinong, entre otros) sobre las cuestiones centrales de la filosofía primera, así como entre la filosofía analítica y continental. «Este enfoque, escribe Chirine Raveton, es a menudo calificado como analítico o anglosajón, pero esto es completamente reductor; para convencernos, citemos un artículo precursor del medievalista francés Paul Vignaux, quien por otra parte fue maestro de Alain de Libera, artículo de 1977: "La problématique du nominalisme médiéval peut-elle éclairer des problèmes philosophiques actuels?", en el que establece una relación entre el nominalismo de Abelardo y Ockham con el de la filosofía analítica contemporánea; también establece un puente entre el nominalismo medieval y el pensamiento de Leibniz y Hume. Por lo tanto, no es necesario pertenecer a la tradición analítica para establecer una continuidad entre filosofía medieval, filosofía moderna y filosofía contemporánea. Se puede pensar, desde una perspectiva muy diferente, en los trabajos de Jean-Louis Chrétien, quien se reapropia filosóficamente, desde una línea fenomenológica, de textos patrísticos y medievales».
Su obra de 1996, La Querelle des universaux, pone en perspectiva los debates medievales y contemporáneos sobre la cuestión de los universales. Trata conjuntamente la discusión que, «desde la Antigüedad tardía, enfrenta y reúne al mismo tiempo al platonismo y al aristotelismo»Plantilla:Refins y el debate contemporáneo entre «nominalistas» y «realistas». Esta obra describe cómo la cuestión de los universales es un «condensador de innovaciones» en donde se articulan máquinas teóricas inéditas que operan como puntos de apertura desde la Edad Media hasta nuestros días: «la invención de la intencionalidad, la teoría del signo, la refundición de los conceptos de esencia y existencia, etc».
En 1991, en Penser au Moyen Âge, defendía un enfoque pluralista de la Razón. Según él, la historia de la razón no se reduce a la historia de la filosofía. Existen diversos usos de la razón, cada uno con sus normas y exigencias propias. Así, hay una racionalidad filosófica, una racionalidad teológica, una racionalidad jurídica, una racionalidad científica, etc. Como historiador, considera que cada texto estudiado debe situarse en el contexto histórico de su norma racional para evitar numerosos contrasentidos y anacronismos.
Por ejemplo, el Discurso decisivo de Averroes no se estudiará como un texto filosófico sobre las relaciones entre razón y revelación, sino como una opinión jurídica (una Fatua) sobre el estatus legal de la filosofía dentro del Islam.

## Responsabilidades editoriales
Codirige la colección «Études de philosophie médiévale» (fundada por Étienne Gilson) y posteriormente la colección «Sic et non» en las ediciones J. Vrin. Luego codirige la colección «Vestigia» en las éditions du Cerf y se convierte en consultor editorial de The New Synthese Historical Library, en Kluwer Academic Publishers (Dordrecht/Boston/Londres). Miembro del comité de redacción de los Archives d’histoire littéraire et doctrinale du Moyen Âge, codirige la colección «Des travaux» en las éditions du Seuil y es miembro del consejo de redacción de la Revue de métaphysique et de morale y luego del comité de redacción de Critique.

## Recepción

### Penser au Moyen Âge(Pensar en la Edad Media)
Para el filósofo Frédéric Nef, «Penser au Moyen Âge enuncia en su título la ambigüedad de su programa: se trata para su autor, medievalista e historiador de la filosofía, de reflexionar sobre nuestra actitud respecto a la Edad Media y de trazar las condiciones de emergencia de lo que se denomina "la experiencia del pensamiento" en el XIII, en torno a las condenas de 1277, que marcan la voluntad de la iglesia de oponerse a un aristotelismo demasiado radical, es decir, a la posibilidad de una bienaventuranza humana alcanzada mediante la vida filosófica.» La obra, según el autor, busca repensar la posición del intelectual en la sociedad contemporánea, la relación occidental con el pensamiento y desprenderse de las caricaturas sobre un oscurantismo medieval.
En esta obra, Alain de Libera sostiene que la cultura científico-filosófica «peripatética», en los Plantilla:S2-, pasa del mundo árabe-musulmán al Occidente latino sobre todo gracias al trabajo de los traductores. «Nuestra convicción es que la historia del aristotelismo occidental es, en gran parte, la de un préstamo — un préstamo a los árabes. Incluso puede expresarse de forma más brutal diciendo que el pensador europeo de los Plantilla:Sp- es un producto de importación». Los “árabes” habrían favorecido así la formación intelectual de Europa (afirmación «que no es posible “discutir” sin negar lo evidente»).

### El casoAristote au Mont-Saint-Michel
Alain de Libera fue uno de los protagonistas de la controversia que enfrentó a un colectivo de 56 académicos (entre ellos Philippe Büttgen, Marwan Rashed e Irène Rosier-Catach) y a otros investigadores en «el caso Aristote au mont Saint-Michel», una polémica feroz sobre la contribución del mundo árabo-musulmán al mundo occidental, desatada con la publicación del libro homónimo de Sylvain Gouguenheim. En el ámbito de los análisis académicos, las principales críticas al libro de Sylvain Gouguenheim se recogen en la obra colectiva Les Grecs, les Arabes et Nous.
El periodista y ensayista Jean Sévillia criticó la orientación ideológica y política que atribuye a Alain de Libera y que considera evidente a la vista de algunas de sus declaraciones, como cuando este escribe, refiriéndose a la islamofobia subyacente en la obra de Sylvain Gouguenheim: «Esa Europa no es la mía; se la dejo al “ministerio de la Inmigración y de la Identidad Nacional” y a las catacumbas del Vaticano».
Se cuestiona en particular la idea de una red de intercambio intelectual mediterráneo en el libro Aristote au Mont-Saint-Michel (2008) de Sylvain Gouguenheim. Él argumenta que no podía seguir a Alain de Libera cuando este «acredita al Islam por haber realizado la “primera confrontación del helenismo y el monoteísmo” —¡olvidando a los Padres griegos!», pese a que los trabajos del titular de la cátedra de filosofía medieval de la Sorbona dan un lugar destacado al neoplatonismo cristiano en sus estudios, como en La Querelle des universaux.
El ensayista Guy Rachet también dirigió una crítica similar a las teorías de Alain de Libera, señalando que «fue en la Antigüedad, podemos decir ya en las epístolas de san Pablo, y de forma más simbólica durante su estancia en Atenas, donde se produjo la primera confrontación entre el helenismo, portador de la razón, y un monoteísmo totalmente irracional», ignorando el helenismo de Filón de Alejandría, anterior a la obra paulina.

## Publicaciones principales

### Obras
- Introduction à la mystique rhénane: d'Albert le Grand à Maître Eckhart, Paris, éd. OEIL, 1984.
- La Philosophie médiévale (La filosofía medieval), Paris, éd. PUF, coll. «Que sais-je?», 1989 ISBN 2-13-051580-0.
- Albert le Grand et la philosophie, Paris, éd. Vrin, 1990 ISBN 2-7116-1015-2.
- Averroès et l'averroïsme, Paris, éd. PUF, coll. «Que sais-je?», 1991 ISBN 2-13-044203-X.
- La Philosophie médiévale, Paris, éd. PUF, coll. «Premier cycle», 1994 ISBN 2-13-046000-3.[40]
- La Mística renana. D'Albert le Grand à Maître Eckhart, Paris, éd. Le Seuil, coll. «Points», 1994 ISBN 2-02-021112-2.
- Penser au Moyen Âge, Paris, éd. Le Seuil, 1991 ISBN 2-02-013199-4; coll. «Points», 1996.[41]
- La Querelle des universaux, de Platon à la fin du Moyen Âge, Paris, éd. Le Seuil, 1996 ISBN 2-02-024756-9.
- Eckhart, Suso, Tauler, ou la Divinisation de l'homme, Paris, éd. Bayard, 1996 ISBN 2-227-32508-9.[42]
- Maître Eckhart et la Mystique rhénane, Paris, éd. Cerf, 1999 ISBN 2-204-05981-1.
- L'Art des généralités. Théories de l'abstraction, Paris, éd. Aubier, 1999 ISBN 2-7007-3355-X.
- Morgen Schtarbe (novela), Paris, éd. Flammarion, 1999.
- La Référence vide. Théories de la proposition, Paris, éd. PUF, 2002 ISBN 2-13-051619-X.
- Raison et Foi. Archéologie d'une crise, d'Albert le Grand à Jean-Paul II, Paris, éd. Le Seuil, 2003 ISBN 2-02-061287-9.
- Thomas d'Aquin. L'Unité de l'intellect contre les averroïstes, Paris, éd. Vrin, 2004 ISBN 2-7116-1681-9.
- Métaphysique et noétique. Albert le Grand, Paris, éd. Vrin, 2005 ISBN 2-7116-1638-X.
- Archéologie du sujet. I. Naissance du sujet, Paris, éd. Vrin, 2007 ISBN 978-2-7116-1927-6.
- Archéologie du sujet. II. La Quête de l'identité, Paris, éd. Vrin, 2008 ISBN 2-7116-1974-5.
- Archéologie du sujet III. La double révolution. L'acte de penser, 1, Paris, éd. Vrin, 2014 ISBN 978-2-7116-2610-6.
- Après la métaphysique: Augustin?, Paris, éd. Vrin, 2013 ISBN 978-2-7116-2424-9.
- Où va la philosophie médiévale?, Paris, éd. Fayard / Collège de France, 2014.[43]
- L'invention du sujet moderne, Paris, éd. Vrin, 2015 ISBN 978-2-7116-1927-6.[44]
- L’archéologie philosophique, Paris, éd. Vrin, 2016 ISBN 978-2-7116-2741-7.[45]
- La volonté et l’action, Paris, éd. Vrin, 2017 ISBN 978-2-7116-2803-2.
- Le sujet de la passion, Paris, éd. Vrin, 2020 ISBN 978-2-7116-2962-6.

### Obras colectivas
- Maître Eckhart. Métaphysique du Verbe et théologie négative [sous la dir. de], éd. Beauchesne, 1997 ISBN 2-7010-1072-1.
- Dictionnaire du Moyen Âge [sous la dir. de], Paris, éd. PUF, Plantilla:1re, 2002 ISBN 2-13-053057-5.
- Les Grecs, les Arabes et nous: enquête sur l'islamophobie savante [sous la dir. de], Paris, éd. Fayard, 2010 ISBN 978-2-213-65138-5.

### Traducciones y presentaciones
- Porfirio, Isagoge; textes grecs et latins, trad. par Alain de Libera et Alain Philippe Segonds, Paris, éd. Vrin, 1998 (Sic et non), Clxii-100 p. ISBN 2-7116-1344-5.
- Averroes, L'Intelligence et la Pensée, Paris, éd. GF-Flammarion, 1999.
- Averroes, Discours décisif, trad. M. Geoffroy, introduction Alain de Libera, Paris, éd. GF-Flammarion, 1999.
- Tomás de Aquino, Contre Averroès, Paris, éd. GF-Flammarion, 1999.
- Maestro Eckhart, Traités et sermons, Paris, éd. GF-Flammarion, 1999.

## Distinciones

### Premios
- Prix Victor-Delbos de l'Académie des sciences morales et politiques (1986);[46]
- Prix Montyon de l’Académie française (1992);[47]
- Prix Lyssenko por «haber sacado a la luz las raíces musulmanas de la Europa medieval» (2007);[48]
- Doctor honoris causa de l'Université Laval de Québec (2013);[7]
- Gran premio de filosofía de l’Académie française (2015)[49]·;[50]
- Medalla de honor al mérito en ciencias filológicas y filosóficas de l'Universidad Carlos de Praga (2023).[51]